# Płock
Płock - en jiddish Plotzk - és una ciutat del centre de Polònia, travessada pel riu Vístula. Segons el cens del 2009 té una població de 126.675 habitants. És al Voivodat de Masòvia, havent estat abans del 1998 capital del voivodat de Płock. El nom oficial complet de la vila és Ciutat capital ducal de Płock (en polonès: Stołeczne Książęce Miasto Płock).
Płock és una ciutat cabdal en la història polonesa. Entre 1079 i 1138 Płock fou la capital de Polònia. La seva catedral alberga el sarcòfag de la monarquia polonesa. El col·lectiu jueu ha tingut una forta presència a Płock històricament. El 1940 molts foren morts pels nazis, solament 300 dels 10.000 residents en la zona sobrevisqueren. La major indústria és la refinació de petroli, establerta el 1960. La seu d'una gran companyia de refinació de petroli, PKN Orlen, està localitzada a Płock. Hom també pot trobar-hi una fàbrica de l'empresa tèxtil Levi Strauss.

## Història
El segle ix, un poble fortificat fou construït a la vora del riu Vístula, en una posició estratègica. El 1009 un monestir benedictí hi fou establert. Amb el temps, Płock es convertí en un centre per les ciències i les arts, esdevenint capital del Regne de Polònia (1079-1138), i seu de diversos Ducs de Masòvia.
Degut a les plagues i les guerres entre Suècia i Polònia Płock perdé part de la seva població els segles xvii i XVIII. El segle xviii, la ciutat es reconstruí i es repoblà gràcies a immigrants alemanys.
El segle xix, amb la divisió de Polònia entre Àustria-Hongria, Prússia i Rússia, Płock quedà inclosa dins del darrer imperi. Cap al final d'aquesta centúria la vila començà a industrialitzar-se.
Durant l'ocupació alemanya de Polònia (1941-1945) la ciutat fou anomenada Schröttersburg, en honor d'un expresident prussià. El 21 de setembre de 1945 Płock fou alliberada per l'Exèrcit roig

## Llocs d'interès
- Monument a l'acció de les armes a Plock, de Wiktor Tołkin